# ژوزف فیه‌وه
ژوزف فیه‌وه (به فرانسوی: Joseph Fiévée) روزنامه‌نگار و نویسنده قرن هجدهم میلادی اهل فرانسه است.